# 창녕 사리 배롱나무군
창녕 사리 배롱나무군(昌寧 舍里 배롱나무群)은 대한민국 경상남도 창녕군 계성면에 있는 배롱나무 군락이다. 1995년 5월 2일 경상남도의 기념물 제149호 사리배롱나무군으로 지정되었다가, 2018년 12월 20일 현재의 명칭으로 변경되었다.

## 현지 안내문
배롱나무는 부처꽃과에 속하는 나무로 중국이 원산지이다. 꽃은 7∼9월에 붉은색 또는 흰색으로 피며, 열매는 10월에 익는다. 꽃이 피어있는 기간이 길어서 백일홍이라고도 하나 국화과의 백일홍과 구별하기 위해 목백일홍이라고도 한다. 우리 선조들은 이 나무가 부귀영화를 주는 나무라고 믿기도 했다.
창녕 사리의 배롱나무군은 임진왜란(1592) 때 영산과 창녕에서 의병장으로 활약했던 신초 장군이 계성면 사리에 정자를 짓고 노후를 보내면서 정자 주변에 심은(1,600년경) 나무들로서 현재 35그루가 남아 있다.

## 참고 자료
- 창녕 사리 배롱나무군 - 국가유산청 국가유산포털